# Obědovice
Obědovice är en ort i Tjeckien. Den ligger i den centrala delen av landet, 80 km öster om huvudstaden Prag. Obědovice ligger 231 meter över havet och antalet invånare är 236.
Terrängen runt Obědovice är platt.Runt Obědovice är det ganska tätbefolkat, med 75 invånare per kvadratkilometer. Närmaste större samhälle är Hradec Králové, 18,6 km öster om Obědovice. Trakten runt Obědovice består till största delen av jordbruksmark.